# Out of the Silent Planet
Denna artikel handlar om Iron Maidens verk.  För romanen med samma titel av C. S. Lewis, se Utflykt från tyst planet.
Out of the Silent Planet är en låt och singel av det engelska heavy metal-bandet Iron Maiden. Den släpptes som andra singel från albumet Brave New World den 23 oktober 2000. Singeln släpptes både i vanlig version och som "limited edition", alltså att singeln bara gavs ut i ett begränsat antal. Limited edition-versionen har samma innehåll som den vanliga singeln, till samlarnas och fansens förtret, omslaget är dock rätt annorlunda, en bild av Mark Wilkinson. På bilden syns Eddie som ser ut som en ambassadör som håller en presskonferens. Med fanns även en poster med omslaget i större format och en svart-vit bild av bandet på baksidan. 
Låten byggs upp på typiskt "Iron Maiden-vis", med en lugn början som plötsligt övergår till en kraftfull låt. Låten är inspirerad av science fiction-filmen Forbidden Planet från 1956. Låten handlar om den värld vi lever i och flera delar av den, till exempel all hungersnöd, krig och våld vi ser på nyheterna varje dag. En annan om klimatförändringarna som kommer i takt med att ozonhålet förstoras. Dubbeltrampet påminner om det i låten Dream Of Mirrors och är nästan "galopperande".
C.S. Lewis som skrivit böckerna om världen Narnia har även skrivit en bok med titeln Out of the Silent Planet (sv. Utflykt från tyst planet), vilken är en klar referens till låttiteln, även om sången främst anses vara inspirerad av filmen Forbidden Planet.
B-sidan bestod av två live-låtar, Aces High och Wasted Years, båda inspelade under The EdHuntour. Med fanns även videon till Out of the Silent Planet. Den består av bilder från Brave New World Tour.

## Låtlista
1. Out Of The Silent Planet  (Gers, Harris, Dickinson)
2. Wasted Years (live) (Smith)
3. Aces High (live) (Harris)
4. Out Of The Silent Planet (video) (Gers, Harris, Dickinson)

## Banduppsättning
- Bruce Dickinson - sång
- Janick Gers - gitarr
- Dave Murray - gitarr
- Adrian Smith - gitarr
- Steve Harris - bas
- Nicko McBrain - trummor